# Myrothamnus
Myrothamnus — рід квіткових рослин, що складається з двох видів невеликих ксерофітних чагарників у південній частині тропічної Африки та на Мадагаскарі. Myrothamnus визнано єдиним родом у родині Myrothamnaceae.
Myrothamnaceae був включений до порядку Hamamelidales в системі Кронквіста. Молекулярні систематичні дослідження показали, що Myrothamnus не є тісно пов’язаним ні з Hamamelidaceae, ні з будь-якою іншою родиною, включеною до цього порядку, а скоріше тісно пов’язаний з Gunnera. У системі APG II (2003) рід віднесено до родини Gunneraceae або до необов’язково визнаної окремої родини Myrothamnaceae. У системі APG III (2009) і системі APG IV (2016) віддається перевага вужчому обмеженню, і ці дві родини вважаються різними.

## Види
Види Myrothamnus є дводомними чагарниками.
- Myrothamnus flabellifolius Welw. — Ангола, Південна Африка, Зімбабве
- Myrothamnus moschata (Baill.) Baill. — Мадагаскар